# Цыбух, Ирина Владимировна
Ири́на Влади́мировна Цы́бух (укр. Ірина Володимирівна Цибух, позывной — Чека; 1 июня 1998, Львов — 29 мая 2024, Харьковская область) — украинский общественный деятель, журналистка, менеджер департамента Дирекции регионального вещания Национальной общественной телерадиокомпании Украины, парамедик медицинского батальона «Госпитальеры». Герой Украины (2025, посмертно).

## Биография
Ирина родилась 1 июня 1998 года во Львове. Окончила среднюю школу №91, затем поступила в Национальный университет «Львовская политехника», где изучала журналистику. Позже обучалась в Киевской школе экономики по программе государственного управления.
С 2015 года Ирина регулярно ездила на восток Украины в качестве военной парамедикини. В 2017 году присоединилась к команде «Суспільного» (Общественного телевидения Украины), где работала менеджером реформ и реализовывала образовательные проекты в отдалённых сёлах Донецкой и Луганской областей. Она также занималась развитием медиаграмотности среди детей и снимала документальные фильмы.
В 2021 году вместе с коллегами получила премию профессиональной журналистики «Честь профессии» в категории «Лучшая публицистика в локальных медиа».
С началом полномасштабного вторжения России в Украину в 2022 году Ирина вернулась к работе парамедика в составе батальона «Госпитальеры», где имела позывной «Чека». Она участвовала в эвакуации раненых и оказывала медицинскую помощь на передовой.
29 мая 2024 года Ирина Цыбух погибла во время ротации на Харьковском направлении, за несколько дней до своего 26-летия. Прощание с ней состоялось 2 июня в Михайловском Златоверхом соборе в Киеве. Похоронена на Лычаковском военном кладбище во Львове.

## Награды
- Звание «Герой Украины» с удостоением ордена «Золотая Звезда» (26 февраля 2025, посмертно) — за личное мужество и героизм, проявленные в защите государственного суверенитета и территориальной целостности Украины, верность военной присяге[3].
- Орден «За заслуги» III степени (16 ноября 2023) — за весомый личный вклад в развитие телевидения, радиовещания и связи в Украине, мужество и самоотверженность, проявленные в защите государственного суверенитета и территориальной целостности Украины, верность Украинскому народу и Военной присяге[4].
- Орден «За мужество» III степени (28 июня 2024, посмертно) — за личное мужество и самоотверженные действия, проявленные в защите государственного суверенитета и территориальной целостности Украины, верность военной присяге[5].